# Katastrofa kolejowa pod Horką
Katastrofa kolejowa pod Horką wydarzyła się 3 grudnia 1988 ok. godz. 7:30 na odcinku granica państwowa – Horka w Niemieckiej Republice Demokratycznej.
Lokomotywa ST43 z węglarkami na haku zderzyła się z pociągiem służbowym Deutsche Reichsbahn, który jechał od strony Horki do Węglińca. W jej wyniku poniosło śmierć 8 osób, w tym 5 obywateli Niemieckiej Republiki Demokratycznej i 3 Polaków.

## Galeria

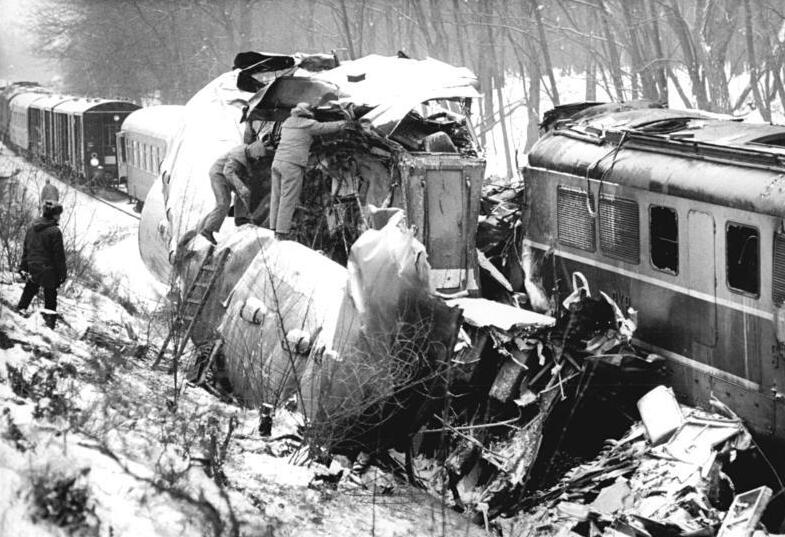
Lokomotywa ST43 z węglarkami na haku zderzyła się z pociągiem Niemieckich Kolei Państwowych
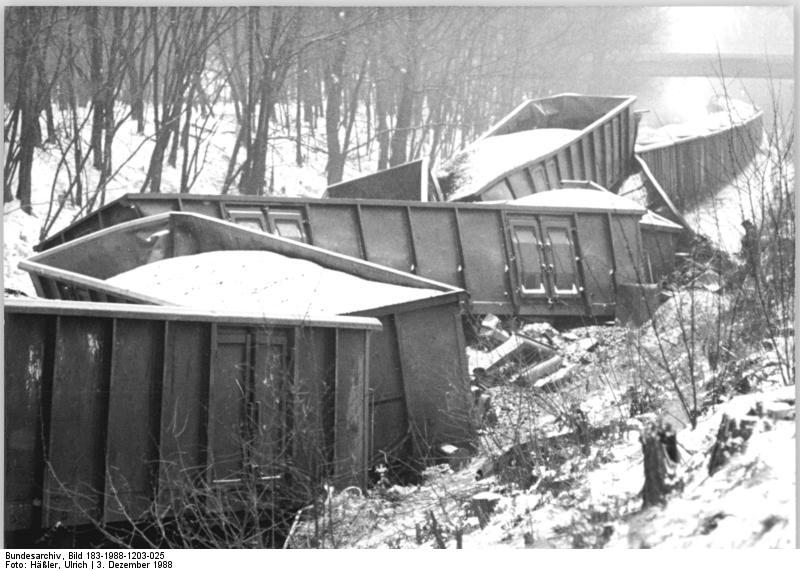
Wykolejone węglarki PKP po zderzeniu się z pociągiem Niemieckich Kolei Państwowych